# Marco Rodríguez
Marco Antonio Rodríguez Moreno est un ancien arbitre et actuel entraineur de football mexicain né le 10 novembre 1973 à Mexico.

## Carrière d'arbitre
Marco Rodríguez est arbitre de la FIFA depuis 1999. Le premier match international qu'il a dirigé est la rencontre opposant le Paraguay au Guatemala du 3 mars 1999.
Il a officié en tant qu'arbitre pendant les tournois suivants :
- Coupe du monde de football de 2006, 2010 et 2014
- Phase qualificative de la coupe du monde de football 2006 et 2010
- Copa América 2004
- Gold Cup 2005, 2007 et 2011
- Coupe du monde des clubs 2007

Pendant la coupe du monde 2014, il arbitre notamment la demi-finale entre le Brésil et l'Allemagne. Et ce match sera le dernier de sa carrière.

## Carrière d'entraineur
Après l'arrêt de sa carrière d'arbitre en 2014, Marco Rodriguez entame une formation d'entraineur, et obtient ses diplômes. Le 21 aout 2019, le Salamanca CF UDS officialise son arrivée en tant qu'entraineur de l'équipe première. 